# Alimah IV av Anjouan
Alimah IV av Anjouan, även kallad Halimah IV, död efter 1792, var regerande sultaninna i sultanatet Anjouan på Nzwani i Comorerna från 1788 till 1792. 
Hon var dotter till kronprins Mohamed av Anjouan (d. 1787), och sondotter till sultan Abdallah I av Anjouan. Hennes far avled när hennes farfar befann sig på en pilgrimsfärd till Mecka, och Alimah fick som tronföljarens dotter en viktig position. Efter sin återkomst till Anjouan gjorde hennes farfar henne till tronföljare. 
År 1788 abdikerade Abdallah till förmån för sin sondotter Alimah. Hon besteg tronen som Anjouans fjärde kvinnliga regent och den första sedan Alimah III av Anjouan 70 år tidigare. Anjouan var en välmående ö som handlade med slavar med araber och européer; den styrdes aven  muslimsk arabisk dynasti, men islam praktiserades återhållsamt och kvinnorna levde inte isolerade i harem. 
År 1792 besteg hennes farfar Abdallah I återigen tronen och regerade till 1796. 